# تحصیل‌کرده‌ها
تحصیلکرده‌ها رمانی است به زبان فارسی از مشفق همدانی که در حدود دهه چهل نوشته شده است.

## داستان
تحصیلکرده‌ها داستانی است که به شرح مسائل و مشکلات جوانی به نام محسن از زبان خود او می‌پردازد. محسن تحصیلکرده‌ای است که در سراسر دوران تحصیلش شاگرد ممتاز بوده و پس از فراغت از تحصیل به دنبال یک شغل آبرومند و مناسب می‌گردد، اما وجدان بیدار او مانع از تن دادن به قواعد بازی در جامعه فاسد آن زمان می‌شود. هم‌زمان عاشق دختر همسایه متمول شان، که زهره نام دارد، می‌شود و پدر معشوق (به نام معین التجار) مخالف ازدواج آنهاست، بنابراین همچون قهرمانان سینمای هالیوود با هم فرار می‌کنند ولی آخوند دهی دوردست آنها را به عقد نکاح درمی آورد و ....